# Ctimene conjunctiva
Ctimene conjunctiva là một loài bướm đêm trong họ Geometridae.